# Pashmina

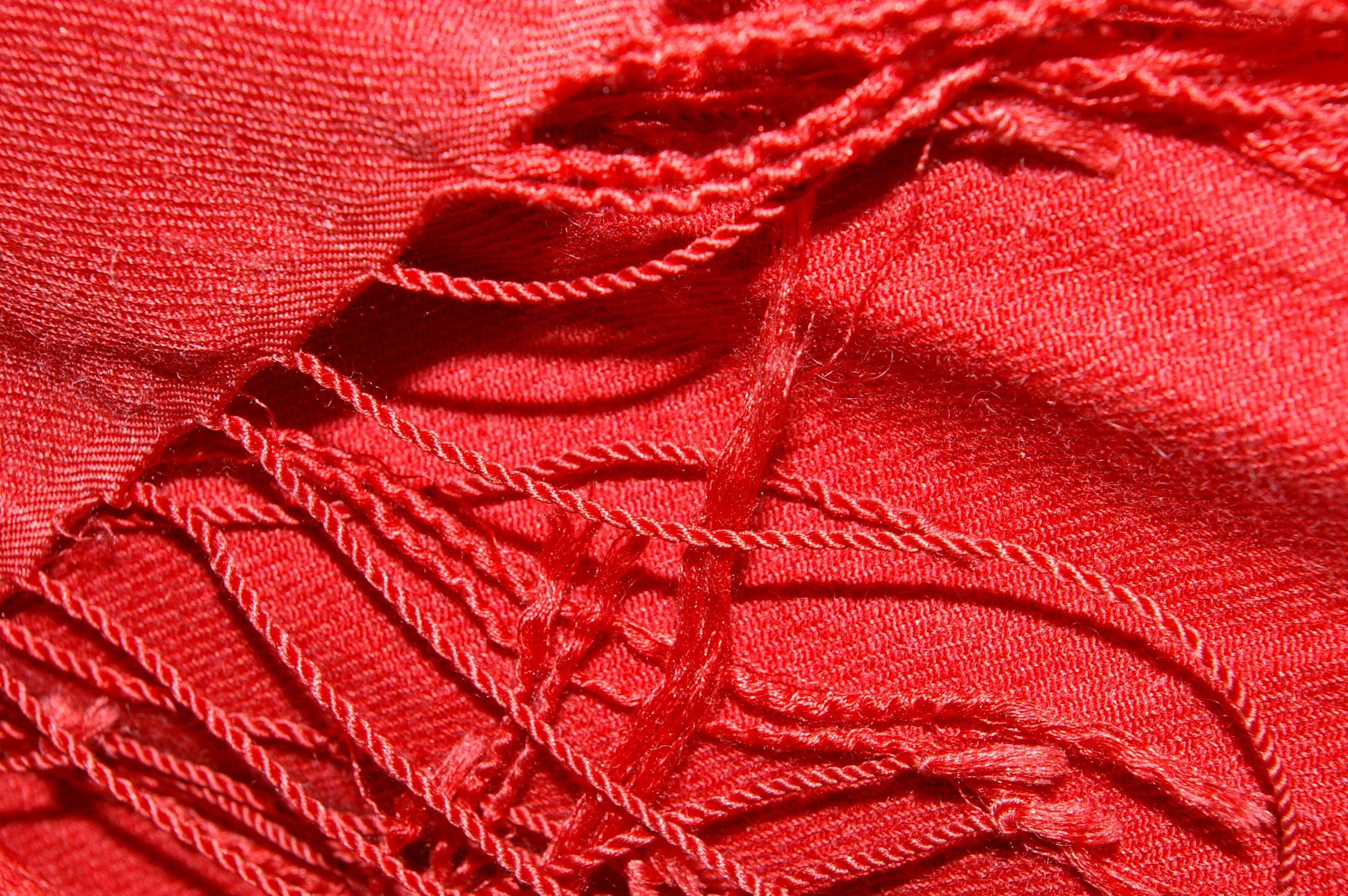
Xal pashmina

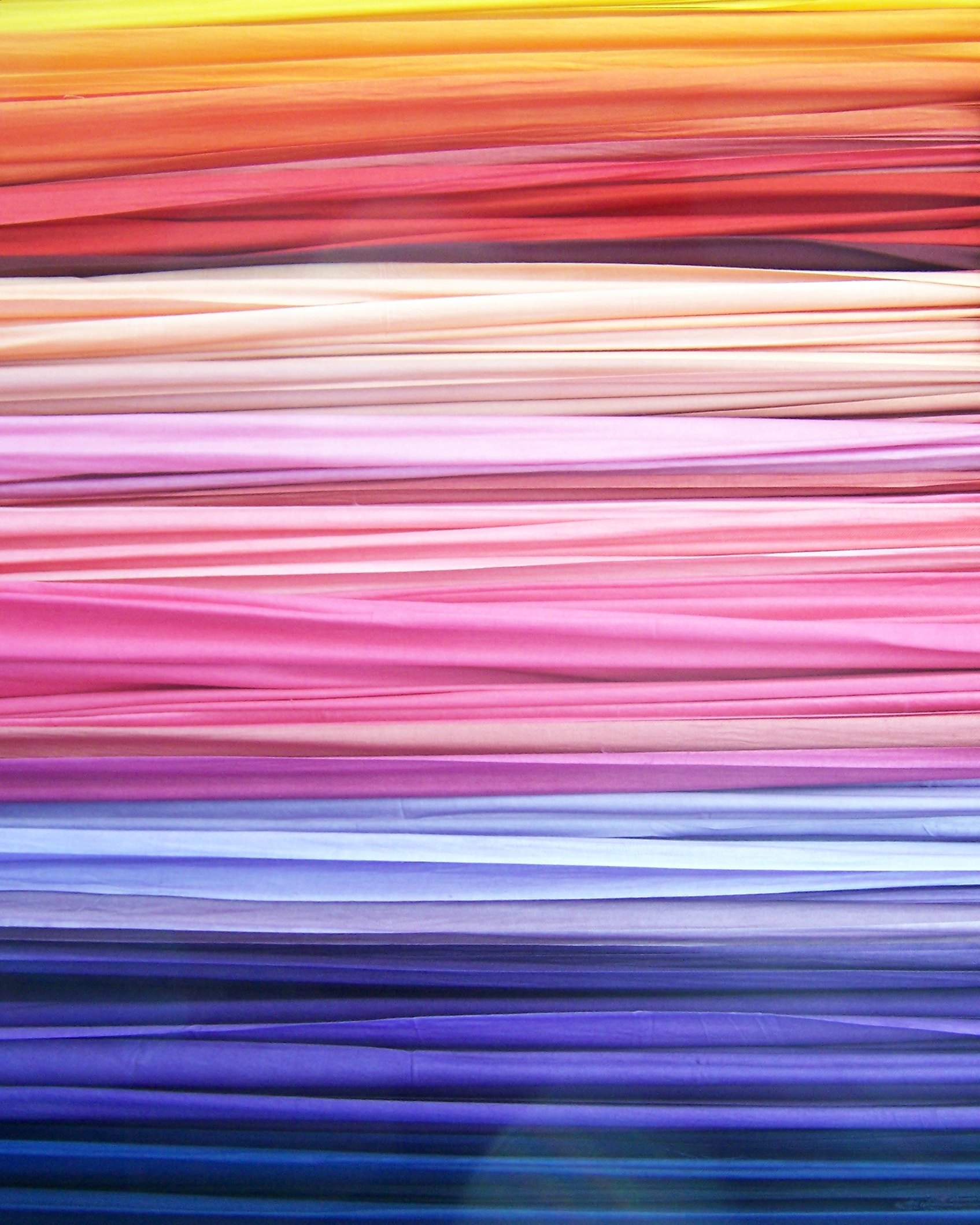
Una pila de teixits pashmina

La pashmina és una mena de teixit de llana de caixmir. Aquest terme s'utilitza per a referir-se als teixits fabricats amb aquest teixit. Se solen fer amb mescles de caixmir amb altres fibres (com ara, seda). Fins i tot s'ha fet la mescla amb fibres artificials, com ara viscosa.
El nom prové de Pashmineh, format pel mot persa pashm (= "llana"). Aquesta llana prové de la raça de cabra Changthangi o cabra del Caixmir una raça de cabra pròpia de les altes regions de l'Himàlaia.
La llana caixmir s'ha utilitzat durant milers d'anys per fabricar xals d'alta qualitat, que s'anomenen pashmines. La cabra muda el pelatge hivernal cada primavera i el vell s'agafa en els arbustos. Un animal només produeix cap a 100 a 250 g de fibra.
S'ha fabricat xals de «caixmir» al Caixmir i al Nepal de milers d'anys ençà. Les proves de qualitat per un pashmina són la seva caliditat, suavitat i que el xal ha de poder travessar un anell de compromís.
Algunes empreses poc escrupoloses venen teixits de viscosa com a "pashmina" amb l'enganyosa marca "autèntica viscosa pashmina". S'ofereix a molt baix preu, però és de menor qualitat.